# رد دد ریدمپشن: ارواح کابوس
رد دد ردمپشن: کابوس نامردگان (به انگلیسی: Red Dead Redemption: Undead Nightmare) یک بسته تکمیلی در سبک اکشن-ماجراجویی با درون‌مایه وحشت برای بازی ویدئویی رد دد ریدمپشن است که توسط راک‌استار گیمز در اکتبر ۲۰۱۰ برای پلت‌فرم‌های اکس‌باکس ۳۶۰ و پلی‌استیشن ۳ به شکل محتوای قابل دانلود و همچنین فیزیکی منتشر شده است.